# Puccinia recondita
Puccinia recondita ist eine Ständerpilzart aus der Ordnung der Rostpilze (Pucciniales). Der Pilz ist ein Endoparasit von Balsaminengewächsen, Raublattgewächsen, Wasserblattgewächsen und Hahnenfußgewächsen sowie von zahlreichen Süßgräsern. Symptome des Befalls durch die Art sind Rostflecken und Pusteln auf den Blattoberflächen der Wirtspflanzen. Sie kommt weltweit vor.

## Merkmale

### Makroskopische Merkmale
Puccinia recondita ist mit bloßem Auge nur anhand der auf der Oberfläche des Wirtes hervortretenden Sporenlager zu erkennen. Sie wachsen in Nestern, die als gelbliche bis braune Flecken und Pusteln auf den Blattoberflächen erscheinen.

### Mikroskopische Merkmale

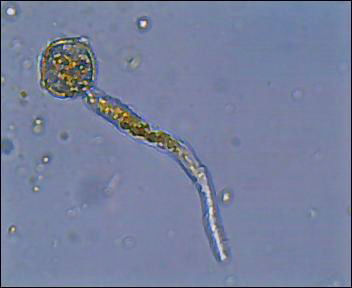
Keimende Uredospore

Das Myzel von Puccinia recondita wächst wie bei allen Puccinia-Arten interzellulär und bildet Saugfäden, die in das Speichergewebe des Wirtes wachsen. Die becherförmigen Aecien der Art besitzen 21–26 × 17–22 µm große, breitellipsoide bis kugelige und hyaline Aeciosporen. Die zimtbraunen Uredien der Art wachsen beidseitig auf den Blättern der Wirtspflanze. Ihre gelb- bis zimtbraunen Uredosporen sind für gewöhnlich breitellipsoid bis eiförmig, 24–32 × 20–25 µm groß und fein stachelwarzig. Die beidseitig und auf den Hüllrohren, meist blattoberseitig wachsenden Telien der Art sind schwarzbraun und lange bedeckt. Die haselnussbraunen Teliosporen des Pilzes sind zweizellig, in der Regel lang keulenförmig und 40–58 × 17–25 µm groß. Ihre Stiele sind bräunlich und bis zu 20 µm lang.

## Verbreitung
Das bekannte Verbreitungsgebiet von Puccinia recondita umfasst die gesamte Welt.

## Ökologie
Die Wirtspflanzen von Puccinia recondita sind für den Haplonten Balsaminengewächse (Balsaminaceae spp.), Raublattgewächse (Boraginaceae spp.), Wasserblattgewächse (Hydrophyllaceae spp.) und Hahnenfußgewächse (Ranunculaceae spp.) sowie Süßgräser (Poaceae spp.) für den Dikaryonten. Der Pilz ernährt sich von den im Speichergewebe der Pflanzen vorhandenen Nährstoffen, seine Sporenlager brechen später durch die Blattoberfläche und setzen Sporen frei. Die Art verfügt über einen Entwicklungszyklus mit Telien, Uredien, Spermogonien und Aecien und macht einen Wirtswechsel durch.